# درنگ (دشتستان)
درنگ، روستایی است از توابع بخش بوشکان در شهرستان دشتستان استان بوشهر ایران.

## جمعیت
این روستا در  دهستان پشتکوه قرار داشته و بر اساس سرشماری سال ۱۳۸۵ جمعیت آن (۶۹ خانوار) ۳۳۴نفر بوده‌است.